# Jordan Clarke (calciatore)
Jordan Lee Clarke (Coventry, 19 novembre 1991) è un calciatore inglese, difensore svincolato.

## Carriera

### Club
Cresce nelle giovanili del Coventry City e debutta in prima squadra il 9 agosto 2009, nella vittoria per 2-1 in casa contro l'Ipswich Town. La prima rete tra i professionisti arriva la stagione successiva, nella vittoria per 3-0 contro il Barnsley.
Dopo un breve prestito allo Yeovil Town, viene ceduto allo Scunthorpe Utd dove rimarrà per 6 stagioni e mezze.
Nel giugno del 2021 firma con l'Oldham Athletic.

### Nazionale
Ha giocato nelle nazionali giovanili inglesi Under-19 ed Under-20.

## Statistiche

### Presenze e reti nei club
Statistiche aggiornate al 20 maggio 2022.
| Stagione                 | Squadra                  | Campionato               | Campionato | Campionato | Coppe nazionali | Coppe nazionali | Coppe nazionali | Coppe continentali | Coppe continentali | Coppe continentali | Altre coppe | Altre coppe | Altre coppe | Totale | Totale |
| Stagione                 | Squadra                  | Comp                     | Pres       | Reti       | Comp            | Pres            | Reti            | Comp               | Pres               | Retin              | Comp        | Pres        | Reti        | Pres   | Reti   |
| ------------------------ | ------------------------ | ------------------------ | ---------- | ---------- | --------------- | --------------- | --------------- | ------------------ | ------------------ | ------------------ | ----------- | ----------- | ----------- | ------ | ------ |
| 2009-2010                | Coventry City            | FLC                      | 12         | 0          | CdL             | 1               | 0               | -                  | -                  | -                  | -           | -           | -           | 13     | 0      |
| 2010-2011                | Coventry City            | FLC                      | 21         | 1          | CdL             | 1               | 0               | -                  | -                  | -                  | -           | -           | -           | 22     | 1      |
| 2011-2012                | Coventry City            | FLC                      | 19         | 1          | FACup           | 0               | 0               | -                  | -                  | -                  | -           | -           | -           | 19     | 1      |
| 2012-2013                | Coventry City            | FL1                      | 20         | 0          | FACup+CdL       | 3+2             | 0               | -                  | -                  | -                  | -           | -           | -           | 25     | 0      |
| 2013-2014                | Coventry City            | FL1                      | 40         | 1          | FACup+CdL       | 4+1             | 0               | -                  | -                  | -                  | -           | -           | -           | 45     | 1      |
| 2014-ott. 2014           | Coventry City            | FL1                      | 11         | 1          | CdL             | 1               | 0               | -                  | -                  | -                  | -           | -           | -           | 12     | 1      |
| Totale Coventry City     | Totale Coventry City     | Totale Coventry City     | 123        | 4          |                 | 13              | 0               |                    | -                  | -                  |             | -           | -           | 136    | 4      |
| ott.-dic. 2014           | Yeovil Town              | FL1                      | 5          | 2          | FACup           | 2               | 1               | -                  | -                  | -                  | -           | -           | -           | 7      | 3      |
| gen.-giu. 2015           | Scunthorpe Utd           | FL1                      | 24         | 0          | FACup+CdL       | 0               | 0               | -                  | -                  | -                  | -           | -           | -           | 24     | 0      |
| 2015-2016                | Scunthorpe Utd           | FL1                      | 33         | 2          | FACup+CdL       | 2+1             | 0               | -                  | -                  | -                  | -           | -           | -           | 36     | 2      |
| 2016-2017                | Scunthorpe Utd           | FL1                      | 23+2       | 1          | CdL             | 2               | 0               | -                  | -                  | -                  | -           | -           | -           | 27     | 1      |
| 2017-2018                | Scunthorpe Utd           | FL1                      | 23+1       | 0          | FACup+CdL       | 2+1             | 0               | -                  | -                  | -                  | -           | -           | -           | 27     | 0      |
| 2018-2019                | Scunthorpe Utd           | FL1                      | 15         | 1          | FACup+CdL       | 1+1             | 0               | -                  | -                  | -                  | -           | -           | -           | 17     | 1      |
| 2019-2020                | Scunthorpe Utd           | FL2                      | 12         | 0          | FACup           | 0               | 0               | -                  | -                  | -                  | -           | -           | -           | 12     | 0      |
| 2020-2021                | Scunthorpe Utd           | FL2                      | 24         | 1          | FACup           | 0               |                 | -                  | -                  | -                  | -           | -           | -           | 24     | 1      |
| Totale Scunthorpe United | Totale Scunthorpe United | Totale Scunthorpe United | 154+3      | 5          |                 | 10              | 0               |                    | -                  | -                  |             | -           | -           | 167    | 5      |
| 2021-2022                | Oldham Athletic          | FL2                      | 40         | 1          | FACup+CdL       | 2+2             | 0               | -                  | -                  | -                  | -           | -           | -           | 44     | 1      |
| 2022-2023                | Oldham Athletic          | NL                       | 18         | 0          | FACup           | 1               | 0               | -                  | -                  | -                  | -           | -           | -           | 19     | 0      |
| Totale Scunthorpe United | Totale Scunthorpe United | Totale Scunthorpe United | 58         | 1          |                 | 5               | 0               |                    | -                  | -                  |             | -           | -           | 63     | 1      |
| Totale Carriera          | Totale Carriera          | Totale Carriera          | 340+3      | 12         |                 | 30              | 1               |                    | -                  | -                  |             | -           | -           | 373    | 11     |